# Eupagia determinata
Eupagia determinata är en fjärilsart som beskrevs av Walker 1860. Eupagia determinata ingår i släktet Eupagia och familjen mätare. Inga underarter finns listade i Catalogue of Life.